# Stal Rzeszów
Stal Rzeszów ist ein Sportverein aus der polnischen Stadt Rzeszów in der Woiwodschaft Karpatenvorland. Zu den bedeutendsten Abteilungen zählt die Speedway- und die Fußballabteilung. Der Verein wurde 1944 gegründet, die Vereinsfarben sind Blau-Weiß.

## Fußballabteilung
Die Fußballabteilung besteht bereits seit der Vereinsgründung 1944. Von 1953 bis 1957 spielte man in der dritthöchsten Spielklasse, ehe 1957 der Aufstieg in die zweite Liga gelang. Fünf Jahre später – 1962 – stieg die Mannschaft erneut auf. Zehn Jahre spielte Rzeszów in der ersten Liga, kam aber über nie über den siebten Platz hinaus und spielte häufig gegen den Abstieg. 1972 war der Abstieg aber nicht mehr abzuwenden, doch der Verein blieb nur drei Jahre in der zweiten Liga und stieg 1975 wieder auf. Außerdem gelang der Gewinn des polnischen Fußballpokals. Doch nach einem Jahr Erstligazugehörigkeit erfolgte 1976 wieder der Abstieg. Im gleichen Jahr kam Stal allerdings im Europapokal der Pokalsieger ins Achtelfinale und schied erst gegen den AFC Wrexham aus. Es kam aber viel schlimmer, 1977 mussten die Blau-Weißen den Gang in die dritte Liga antreten. Stal wurde zu einer „Fahrstuhlmannschaft“ und pendelte zwischen der zweiten und dritten Liga hin und her. Von 1987 bis 1994 war der Verein ein fester Bestandteil der zweiten Liga, ehe nach vier Jahren Drittklassigkeit im Jahr 1998 mit dem Abstieg in die vierte Liga der vorläufige Tiefpunkt erreicht wurde. Ein Jahr später gelang der Wiederaufstieg und seit 2002 die Mannschaft war wieder fester Bestandteil der 3. Liga und erzielte immer gute Platzierungen. In der Saison 2008/09 gelang dem Verein der Aufstieg in die 2. Liga. In der Saison 2013/14 stieg er wieder in die 3. Liga ab. In der Saison 2014/15 wurde er Erster, scheiterte aber in den Aufstiegsspielen an Olimpia Zambrów. 2019 stieg der Verein in die 2. Liga und 2022 in die 1. Liga auf. Sofort in der ersten Spielzeit qualifizierte man sich für die Aufstiegsrunde zur Ekstraklasa, scheiterte dort aber im Halbfinale mit 0:2 gegen Bruk-Bet Termalica Nieciecza.

### Erfolge
- Polnischer Pokalsieger: 1975

### Europapokalbilanz
| Saison  | Wettbewerb                  | Runde        | Gegner      | Gesamt | Hin     | Rück    |
| ------- | --------------------------- | ------------ | ----------- | ------ | ------- | ------- |
| 1975/76 | Europapokal der Pokalsieger | 1. Runde     | Skeid Oslo  | 8:1    | 4:1 (A) | 4:0 (H) |
| 1975/76 | Europapokal der Pokalsieger | Achtelfinale | AFC Wrexham | 1:3    | 0:2 (A) | 1:1 (H) |

Gesamtbilanz: 4 Spiele, 2 Siege, 1 Unentschieden, 1 Niederlage, 9:4 Tore (Tordifferenz +5)

### Bekannte Spieler
- Jan Domarski (1963–1973, 1978–1979)
- Sébastien Thill (2023–lfd.)